# Ане Василевски
Ане Василевски (на македонска литературна норма: Ане Василевски) е художник от Република Македония, един от най-значимите карикатуристи в страната.

## Биография
Василевски е роден в 1947 година. Той сътрудничи на всички най-важни вестници в бивша Югославия, както и с вестници във Франция, САЩ, Турция, Румъния, Холандия, Канада, Белгия и други. Автор е на няколко самостоятелни изложби в Загреб, Копривница и в Славонски Брод, Хърватия, както и в няколко града в Република Македония. Носител е на националната награда „13 ноември“. Получава награди и в Истанбул, Хавана, Акшехир, Единбург, Белград, Будапеща. От 1988 година е директор на Световната галерия на карикатури и коментатор на списанието за хумор и сатира „Остен” в Скопие.
В 2000 година Василевски е избран за кмет на общината Гьорче Петров.
Умира в 2004 година. Името му носи улица в Скопие.